# Ngô Duy Lân
Ngô Duy Lân (sinh ngày 3 tháng 7 năm 1984) là một trọng tài Việt Nam, hiện đang cầm còi tại V.League 1. Ông là trọng tài FIFA duy nhất của Việt Nam đạt đẳng cấp Elite. Ông từng bắt chính các trận đấu: V.League 1, V.League 2, Siêu Cúp Quốc gia, Cúp AFC.

## Sự nghiệp
Sinh ra tại Long An, nơi có đội bóng Đồng Tâm Long An lừng danh của bầu Thắng, Ngô Duy Lân cũng từng ước mơ vang danh với nghiệp quần đùi, áo số. Trưởng thành từ lớp bóng đá năng khiếu Long An, trong giai đoạn đội Đồng Tâm Long An thống trị V.League 2005, 2006, Lân đang khoác áo đội bóng Long An thi đấu tại giải hạng Nhì từ năm 2003 đến năm 2008, anh chơi ở vị trí trung vệ, nhưng chấn thương liên tục khiến Lân phải giải nghệ vào năm 2008 ở tuổi 24. Nghỉ thi đấu, có sân bóng gần nhà, Lân đi làm trọng tài phong trào.
Năm 2009, chương trình "Tầm nhìn châu Á" do AFC tổ chức tại Long An đã kéo Lân đến với nghề trọng tài. Khi đó, để có thêm nguồn trọng tài điều hành giải bóng đá giữa các quận huyện tại Long An, ban tổ chức đã mở lớp trọng tài để đào tạo. Trung tâm thể thao Long An cử anh đi học lớp đào tạo trọng tài sơ cấp quốc gia ở Cần Thơ, rồi lớp trọng tài nâng cao ở Bắc Ninh.
Năm 2010, Lân bắt đầu đi cầm còi ở giải trẻ. Chuyên môn tốt nên anh thăng cấp rất nhanh dù khi đó còn quy định trọng tài bắt mỗi hạng là 3 năm mới được lên hạng cao hơn.
Năm 2014, anh đã chứng tỏ khả năng của mình ở Giải hạng nhất để rồi năm 2015 được đưa lên làm nhiệm vụ ở V-League. Năm 2018, Lân được phong cấp trọng tài FIFA và giành luôn danh hiệu "Còi vàng Việt Nam".
Ngô Duy Lân là trọng tài FIFA duy nhất của Việt Nam đạt đẳng cấp Elite. Elite là đẳng cấp cao nhất trong hệ thống trọng tài FIFA. Trước đây, Việt Nam chỉ có một trọng tài đạt được đẳng cấp này là Võ Minh Trí, người đã "nghỉ hưu" vào năm 2017.

## Thống kê
| Mùa bóng | Số trận | Tổng | Trung bình/1 trận | Tổng | Trung bình/1 trận |
| -------- | ------- | ---- | ----------------- | ---- | ----------------- |
| 2015     | 17      | 22   | 1.29              | 1    | 0.06              |
| 2016     | 18      | 42   | 2.33              | 2    | 0.11              |
| 2017     | 18      | 41   | 2.28              | 3    | 0.17              |
| 2018     | 24      | 55   | 2.29              | 4    | 0.16              |
| 2019     | 24      | 72   | 3.00              | 6    | 0.25              |
| 2020     | 19      | 66   | 3.47              | 3    | 0.15              |

Tính trên tất cả các giải đấu, chỉ tính các giải chuyên nghiệp.

## Giải thưởng
- Giải thưởng Fair Play: 2013, 2019 do báo Pháp Luật Thành phố Hồ Chí Minh tổ chức.
- Giải thưởng "Còi Vàng Việt Nam": 2018